# Anisette

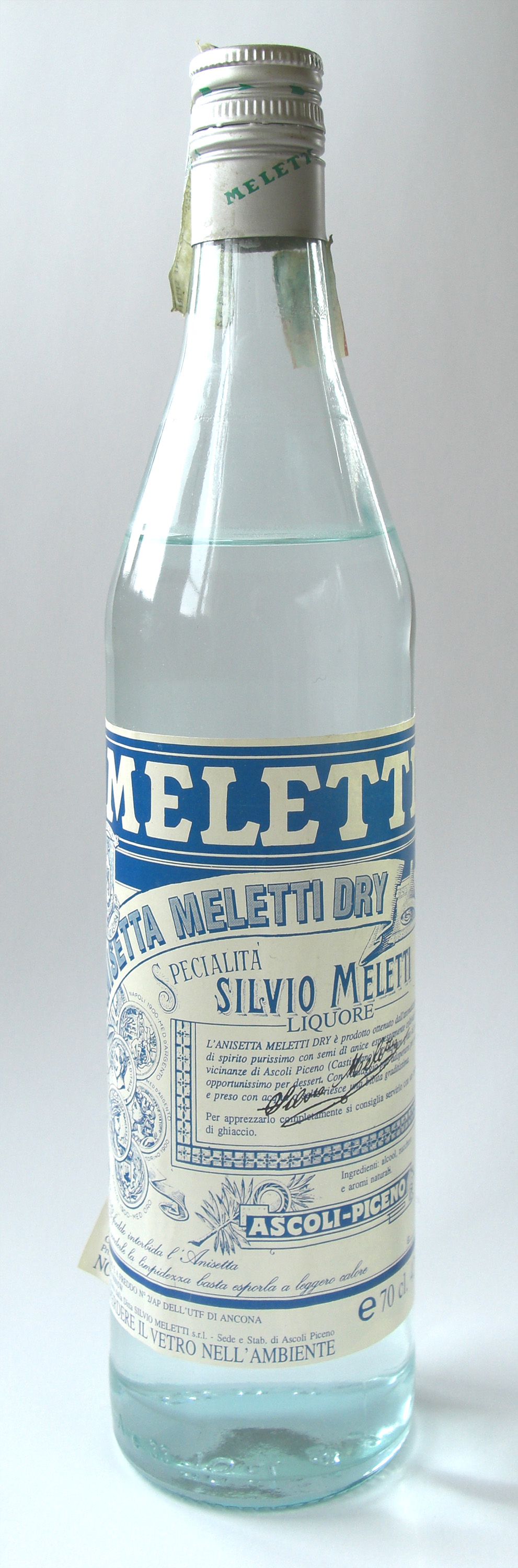
Anisetta Meletti

Unter Anisette versteht man, insbesondere in Frankreich, Gewürzliköre mit Anisaroma, die einen Alkoholgehalt von 25 bis 40 % Vol. haben.
Sie sind süßer als die meisten Schnäpse mit Anis-Geschmack (wie zum Beispiel Pastis), meistens wasserklar und werden sowohl als Aperitif wie als Digestif getrunken.
Eine bekannte Marke in Frankreich ist zum Beispiel Marie Brizard mit einem Alkoholgehalt von 25 % Vol.